# جوزيف روبن
جوزيف روبن (بالإنجليزية: Joseph Ruben)‏ (و. 1950  م) هو مخرج أفلام، وكاتب سيناريو، ومنتج أفلام أمريكي.

## وصلات خارجية
- جوزيف روبن على موقع IMDb (الإنجليزية)
- جوزيف روبن على موقع ألو سيني (الفرنسية)
- جوزيف روبن على موقع ميوزك برينز (الإنجليزية)
- جوزيف روبن على موقع تيرنر كلاسيك موفيز (الإنجليزية)
- جوزيف روبن على موقع أول موفي (الإنجليزية)
- جوزيف روبن على موقع بوكس أوفيس موجو (الإنجليزية)
- جوزيف روبن على موقع قاعدة بيانات الأفلام السويدية (السويدية)
- جوزيف روبن على موقع إن إن دي بي (الإنجليزية)
- جوزيف روبن على موقع قاعدة بيانات الفيلم (الإنجليزية)
- جوزيف روبن على موقع كينوبويسك (الروسية)